# Albrecht Struppler
Albrecht Struppler (* 7. März 1919 in München; † 20. Juni 2009 in Tutzing) war ein deutscher Neurologe. Er war ordentlicher Professor und Direktor der Klinik für Neurologie an der Technischen Universität München.

## Leben
Albrecht Struppler wuchs im Münchner Raum auf, machte 1937 am Wilhelmsgymnasium München Abitur und studierte Medizin an der Ludwig-Maximilians-Universität München. Nach dem Studium begann er seine Ausbildung bei Gustav von Bergmann und Gustav Bodechtel in München und habilitierte 1954 über die Pathophysiologie der Myasthenie. Nach kurzer Zeit als Oberarzt bei Alfred Bannwarth schloss er sich 1963 zur Forschung wieder Gustav Bodechtel in der Friedrich-Baur-Stiftung in München an. 1968 wurde er auf den ersten Lehrstuhl für Neurologie an der Technischen Universität in München berufen. Er war Direktor dieser Klinik bis zu seiner Emeritierung im Jahr 1989.
Albrecht Struppler war einer der ersten deutschen Neurologen, die nach dem Zweiten Weltkrieg zu Forschungsaufenthalten ins Ausland gingen. So hospitierte er bei Yngve Zottermann in Stockholm und bei Fritz Buchthal in Kopenhagen und wurde einer der Pioniere des Elektromyogramms in Deutschland. Während eines Aufenthalts in Boston bei Raymond D. Adams experimentierte er zu Fragen der motorischen Kontrolle. Dieses wissenschaftliche Thema prägte sein gesamtes weiteres Berufsleben. Nach Aufenthalten bei Traugott Riechert in Freiburg und Hans Kuhlendahl in Düsseldorf erhielt er die Genehmigung, die funktionelle Stereotaxie zur Behandlung von zentralen Bewegungsstörungen selbständig durchzuführen. 1953 setzte als erster deutscher Arzt zusammen mit Thure von Uexküll das Präparat Apomorphin in der Behandlung des Ruhetremors bei Parkinson-Patienten ein.
Seine wissenschaftliche Arbeitsweise zeichnete dadurch aus, dass er neue diagnostische und therapeutische Entwicklungen erkannte und gezielt hierfür Mitarbeiter einwarb. Er war einer der ersten Neurologen in Deutschland, der die Brücke zur Medizintechnik schlug. Er gründete physiologisch orientierte Sonderforschungsbereiche, wie die Forschungsgruppe für sensomotorische Integration. Er war über längere Zeit Gutachter der Deutschen Forschungsgemeinschaft sowie der Alexander von Humboldt-Stiftung. Von 1971 bis 1972 war er Präsident der Deutschen EEG-Gesellschaft (der heutigen DGKN) und ihr Ehrenmitglied. 1976 erhielt er den Hans-Berger-Preis der DGKN. Außerdem war er Mitglied der Deutschen Gesellschaft für Neurologie und Ehrenmitglied der Deutschen Parkinson Gesellschaft.
Sein wissenschaftliches Werk wurde nach seiner Emeritierung durch die Aufnahme in das Institute of Advanced Sciences (Emeriti of Excellence, Technische Universität München) und Auszeichnungen mit dem Bayerischen Verdienstordens und dem Bayerischen Maximiliansordens für Wissenschaft und Kunst gewürdigt.